# Escuts i banderes del Segrià

Escut oficial del Segrià

Els escuts i banderes del Segrià són el conjunt d'escuts i banderes oficials dels municipis de la dita comarca catalana.
En aquest article s'hi inclouen els escuts i les banderes oficialitzats per la Generalitat des del 1981 per la conselleria de Governació què en té la competència.
Pel que fa a l'escut comarcal cal dir que els escuts comarcals s'han creat expressament per representar els Consells i, per extensió, són el símbol de tota la comarca.
D'un temps ençà els Consells Comarcals sembla que van unificant criteris al voltant dels respectius escuts comarcals. Un d'ells és la bordura que representa els quatre pals de l'escut de Catalunya.
És així que trobem com a oficializat l'emblema representatiu de tota la comarca del Segrià.
No tenen escut ni bandera oficial: els Alamús, Alguaire, Almenar, Sarroca de Lleida, Sudanell i Torre-serona.

## Escuts oficials

Aitona Aprovat el 30 de maig de 1996.
Albatàrrec Aprovat el 28 de juny de 2002.
Alcanó Aprovat el 17 d'agost de 1993.
Alcarràs Aprovat el 3 de maig de 2007.
Alcoletge Aprovat el 12 de març de 1991.
Alfarràs Aprovat l'1 de juny de 1983.
Alfés Aprovat el 13 de setembre de 1999.
Almacelles Aprovat el 16 de gener de 2004.
Almatret Aprovat el 26 de maig de 1988.
Artesa de Lleida Aprovat el 27 de gener de 2005.
Aspa Publicat al DOGC el 8 d'abril de 2013.
Benavent de Segrià Aprovat el 8 de juny de 1995.
Corbins Aprovat el 30 d'octubre de 1992.
Gimenells i el Pla de la Font Publicat al DOGC el 22 de febrer de 2005.
la Granja d'Escarp Aprovat el 9 d'agost del 2001.
Llardecans Publicat al DOGC el 16 d'abril de 1993.
Lleida Publicat al DOGC el 18 de juny de 2025.
Maials Publicat al DOGC el 21 de febrer de 1994.
Massalcoreig Aprovat l'11 d'agost de 1997.
Montoliu de Lleida Aprovat el 13 de desembre de 1988.
la Portella Aprovat el 25 d'abril de 1990.
Puigverd de Lleida Aprovat el 27 de maig de 1991.
Rosselló Aprovat el 21 d'abril de 1983.
Seròs Aprovat el 27 de desembre de 1983.
Soses Aprovat el 26 de març de 1997.
Sunyer Publicat al DOGC el 5 de maig de 2005.
Torrebesses Publicat al DOGC el 21 de juliol de 2008.
Torrefarrera Publicat al DOGC el 14 de juny de 2006.
Torres de Segre Aprovat el 25 d'octubre de 1985.
Vilanova de Segrià Aprovat el 18 de febrer de 1985.
Vilanova de la Barca Publicat al DOGC el 14 de juny de 1993.

## Banderes oficials

Aitona Publicada al DOGC el 15 d'octubre del 2002.
Alcanó Publicada al DOGC el 23 de març de 2006.
Alcoletge Publicada al DOGC el 26 de maig del 2000.
Alfarràs Publicada al DOGC el 16 de gener de 1994.
Alfés Publicada al DOGC el 26 de març de 2010.
Almacelles Publicada al DOGC el 17 de juny del 2005.
Almatret Publicada al DOGC el 22 de juny de 2009.
Aspa Publicada al DOGC el 2 de maig de 2017.
Benavent de Segrià Publicada al DOGC el 19 de febrer del 1997.
Corbins Publicada al DOGC el 26 de juliol de 2005.
Gimenells i el Pla de la Font Publicada al DOGC el 27 d'octubre del 1998.
Llardecans Publicada al DOGC l'11 de novembre de 1994.
Maials Publicada al DOGC el 25 de setembre del 1995.
la Portella Publicada al DOGC el 17 de març de 2008.
Rosselló Publicada al DOGC el 9 de maig de 2006.
Sunyer Publicada al DOGC el 17 de setembre de 2009.
Torrebesses Publicada al DOGC el 10 de novembre de 2009.
Torrefarrera Publicada all DOGC el 21 de novembre de 2007.
Vilanova de la Barca Publicada al DOGC l'1 de maig de 2001.